# Saint-Hilaire-d'Estissac
 Saint-Hilaire-d'Estissac  (en occitano Sent Alari d'Estiçac) es una población y comuna francesa, situada en la región de Aquitania, departamento de Dordoña, en el distrito de Bergerac y cantón de Villamblard.
Está integrada en la Communauté de communes du Pays de Villamblard .

## Demografía
| 392 | 327 | 343 | 365 | 403 | 405 | 423 | 384 | 384 | 365 | 349 | 321 | 321 | 294 | 288 | 266 | 269 | 209 | 218 | 191 | 144 | 155 | 144 | 120 | 116 | 108 | 127 | 111 | 89 | 87 | 110 | 114 | 112 |
| Para los censos de 1962 a 1999 la población legal corresponde a la población sin duplicidades (Fuente: INSEE [Consultar]) |     |     |     |     |     |     |     |     |     |     |     |     |     |     |     |     |     |     |     |     |     |     |     |     |     |     |     |    |    |     |     |     |